# Emilio Botín
Emilio Botín-Sanz de Sautuola y García de los Ríos (Santander, 1 d'octubre de 1934 - Madrid, 10 de setembre de 2014) fou un banquer, propietari i president del Banco Santanter, propietat familiar que ja presidia el seu besavi. Era conegut també pels nombrosos processos judicials de corrupció i evasió d'impostos pels quals va estar imputat des de 1994 a 2011. Va estar casat amb Paloma O'Shea –nomenada marquesa pel rei Joan Carles I el 2008–, amb qui va tenir sis fills, una de les quals, Ana Patricia, s'encarrega de la direcció del banc des de la seva mort. El seu germà Jaime Botín va dirigir Bankinter.

## Biografia
El 1989, com a director del Banco Santander, va trencar els pactes sobre l'interès que hi havia entre bancs espanyols. Va prioritzar una política expansiva, comprant bancs petits i establint aliances amb altres bancs de diferents països europeus i africans (Banca Champalimaud de Portugal, Société Générale de França, The Royal Bank of Scotland del Regne Unit —les autoritats britàniques el van obligar a vendre la seva participació el 2005—, el Commerzbank d'Alemanya, el San Paolo d'Itàlia i el BCM del Marroc), comprant bancs americans (a l'Argentina, Xile, Colòmbia, Brasil, Perú, Veneçuela, Mèxic i Estats Units), etc. A Espanya va comprar el Banco Central Hispano i Banesto.
Fins al 2008 el Tribunal Suprem d'Espanya va anar arxivant un seguit de procediments oberts contra Emilio Botín i altres directius del seu banc, entre els quals es trobava Rodrigo Echenique Gordillo (relacionat amb el Cas KIO), i diversos membres de la seva família. Les investigacions judicials són una constant al llarg de la seva carrera, l'últim procediment judicial al qual va estar sotmès va començar en juny de 2011, en què ell, el seu germà Jaime i els seus fills foren acusats d'estafa i evasió fiscal d'impostos en comptes opacs a banques de Suïssa.
El maig de 2010, les autoritats fiscals de França avisaren a l'Agència Tributaria espanyola que dotze persones de la família, entre d'altres, no havien presentat les autoliquidacions de l'IRPF i l'Impost sobre el Patrimoni entre 2005 i 2009, tenint diners en comptes del banc suís HSBC Private Bank Suisse. El 2012 l'Audiència Nacional arxivà la causa oberta contra Emilio Botín i els seus familiars.
El 2015 el jutjat número 1 de l'Audiència Nacional arxivà la denúncia de l'empresari dedicat als diaris confidencials, Juan Muñoz Bloise, en la que acusava a la seua esposa i la seua filla de fer un complot per assassinar Emilio Botín. L'organització Manos Limpias intentà utilitzar aquesta per a intentar extorsionar al Banco Santander.

## Cultura popular
Carlos Latre el caricaturitza al programa de televisió en català Polònia.
Apareix caricaturitzat en un personatge del llibre ¡Oh no! ¡Voy a entrar en el mundo laboral! de Jason Daniel Greenfield i Martin Towers. S'hi destaca la seva extraordinària capacitat per a escapar de causes judicials.
El crit de Boti, boti, Botín qui no boti, a causa de la seva impopularitat, ha esdevingut un clàssic que s'ha fet conèixer sobretot per les manifestacions dels "indignats a Espanya" transmeses als mitjans de comunicació.